# نیهارا
نیهارا دهستانی در استان آبیلای اسپانیا است.
در این دهستان ۱۹۵ نفر زندگی می‌کنند. مساحت این دهستان ۱۱٫۲۹ کیلومتر مربع است.